# Bionville
Bionville är en kommun i departementet Meurthe-et-Moselle i regionen Grand Est (tidigare regionen Lorraine) i nordöstra Frankrike. Kommunen ligger i kantonen Badonviller som tillhör arrondissementet Lunéville. År 2022 hade Bionville 114 invånare.

## Befolkningsutveckling
Antalet invånare i kommunen Bionville
| Referens: INSEE |